# 마이코주에우
마이코주에우 헤지나우두 지 마투스, 줄여서 마이코주에우(포르투갈어: Maicosuel Reginaldo de Matos, 1986년 6월 16일 코즈모폴리스 ~ )는 브라질의 축구 선수로 포지션은 공격형 미드필더이다.

## 수상 경력
- 파라나
  - 파라나 주 리그: 2006
- 크루제이루
  - 미나스제라이스 주 리그: 2008
- 보타포구
  - 타사 구아나바라: 2009